# Pseudophilautus popularis
Pseudophilautus popularis é uma espécie de anfíbio da família Rhacophoridae.
É endémica do Sri Lanka.
Os seus habitats naturais são: florestas subtropicais ou tropicais húmidas de baixa altitude, terras aráveis, pastagens, jardins rurais e florestas secundárias altamente degradadas.
Está ameaçada por perda de habitat.